# مانويل إيميديو
مانويل إيميديو بلدية في ولاية بياوي في المنطقة الشمالية الشرقية من البرازيل.